# 博杰普尔语
博杰普尔语（भोजपुरीⓘ）是一种印度-雅利安语，起源于印度的博杰普尔-东安恰尔地区和尼泊尔的特莱地区，主要在比哈尔邦西部、北方邦东部和贾坎德邦西北部使用，截至2000年约有5%的印度人使用该语言。博杰普尔语与迈蒂利语、摩揭陀語、孟加拉语、奥里亚语、阿萨姆语等语言同为摩揭陀俗語的后裔。
博杰普尔语也是斐济、圭亚那、毛里求斯、南非、蘇利南以及千里達及托巴哥的少数民族语言。斐濟印地語是斐济的官方语言，是印度裔斐济人使用的阿瓦德语和博杰普尔语的变体。